# Oumou Sy
Pour les articles homonymes, voir Sy.
Oumou Sy est une costumière et une styliste sénégalaise, né en 1952 à Podor au Sénégal, également décoratrice et créatrice de bijoux – l'un des plus grands noms de la mode africaine contemporaine.
C'est aussi une femme d'affaires et l'une des pionnières de l'Internet en Afrique.

## Biographie

### Premières années
D'origine peul, elle naît en 1952 à Diatar près de Podor, dans la région du Fouta-Toro, à proximité du fleuve Sénégal. Elle reçoit une éducation assez stricte au sein d'une famille de 17 enfants. La mère est originaire de Casamance, le père – un khalife de la confrérie tidjane – meurt lorsqu'elle a cinq ans.
Après sa disparition, la jeune Oumou commence à fabriquer des vêtements avec des tissus de récupération et ouvre son premier atelier de couture à Saint-Louis à l'âge de 13 ans. Sous l'enseigne Bagatelle-Couture, elle ouvre à 20 ans son premier magasin de prêt-à-porter à Dakar. Sa vocation ne fait plus de doute.

### Au service de l'élégance et de l'histoire africaine
Dans un pays qui, plus qu'ailleurs, valorise le vêtement et le travail du tissu, Oumou Sy laisse libre cours à son talent tant dans le domaine du prêt-à-porter que dans celui de la haute couture, réservé aux élégantes les plus fortunées. Par ailleurs, elle collabore régulièrement avec le monde du spectacle, confectionnant les boubous de chanteurs tels que Baba Maal ou Youssou N'Dour.
Elle se fait connaître très tôt au cinéma en réalisant les costumes de plusieurs films, par exemple Hyènes (Djibril Diop Mambéty, 1992), Guelwaar (Ousmane Sembène, 1992), Samba Traoré (Idrissa Ouedraogo, 1992), le court métrage Pressions (Sanvi Panou, 1995), Les Caprices d'un fleuve (Bernard Giraudeau, 1996) – une histoire romanesque inspirée de la correspondance du Chevalier de Boufflers et située dans la région du fleuve Sénégal où la styliste vécut sa propre enfance –, Más allá del jardín (Pedro Olea, 1996) ou Le Déchaussé (Laurence Attali, 2003), un court métrage dans lequel elle interprète elle-même le rôle de Zaglad.
En parallèle, fascinée par les récits qui ont bercé son enfance, Oumou Sy poursuit inlassablement des recherches sur l'histoire africaine. Elle entreprend de reconstituer, avec plus de 3 000 pièces, tous les costumes des rois et reines d’Afrique et souhaite construire au Sénégal un vaste musée mettant en scène l’univers de chaque souverain, cultivant ainsi « la mémoire textile du continent noir ». Un livre est également en projet.

### Innover, organiser, transmettre
Le nom de Oumou Sy est associé à de nombreuses initiatives et manifestations de grande ampleur en Afrique subsaharienne.
En 1990, elle monte son école, les Ateliers Leydi, chargés d'enseigner les arts traditionnels du costume et de la parure.
Dans la foulée elle lance un carnaval dont la parade avec chars et musiques met en valeur dans les rues de Dakar les recherches des plasticiens et stylistes qui travaillent autour d'elle.
En 1996, elle s'associe à deux Français (dont l'un deviendra son mari) pour ouvrir dans la Médina le premier cybercafé d'Afrique de l'Ouest, le Metissacana.
La Semaine Internationale de la Mode de Dakar (SIMOD) s’impose comme un carrefour panafricain de la mode internationale
Impliquée dans le développement du monde rural, elle gère en Casamance (le pays de sa mère) un dispensaire qui rayonne sur 42 villages.
Elle met également sur pied une Semaine internationale de la mode africaine (SIMOD) qui se tient chaque année à Dakar et à laquelle participèrent des stylistes de quinze pays dès 2000.
En 2006, dans le cadre de la Biennale de Dakar, elle organise un défilé en hommage au président Léopold Sédar Senghor et, à travers ses poèmes, aux  signares (voir image ci-dessus) dont elle rehausse l'élégance et la prestance par de multiples accessoires empruntés à la terre (cauris, cornes de bœuf, masques ou instrument de musique).
Au fil des années, défilés chorégraphiques et expositions se succèdent en Afrique et en Europe. L'Allemagne la célèbre tout particulièrement. C'est ainsi que le Museum für Kunst und Gewerbe (MKG) de Hambourg lui a consacré en 2005 une exposition de six semaines accueillant plus de vingt mille visiteurs. En 2007 ses réalisations sont présentées à la documenta 12 à Cassel, lors d'une manifestation d'art contemporain qui n'a lieu que tous les cinq ans.
Le 17 février 2007 a eu lieu à Bamako la première mondiale de Bintou Wéré, un opéra du Sahel, un spectacle entièrement composé et interprété par des artistes du Sahel. Cet opéra tenait particulièrement à cœur à Oumou Sy et à son mari, disparu peu avant.

### Pionnière des nouvelles technologies
Autodidacte, elle n'a pas appris à lire et à écrire, mais, pressentant les enjeux des nouvelles technologies, elle ouvre en 1996 un espace de convivialité innovant, le cybercafé Metissacana, crée un site-portail sur le Sénégal, une société de prestations de services, puis lance une boutique en ligne en 2000, qui lui permet de diffuser une partie de ses créations. La styliste explique son engouement pour le web par son ascendance peul : « Pour moi, Internet, c'est un outil pour voyager sans bouger. Comme je suis d'origine nomade, j'aime ça, cette liberté de voyage sans frontière, sans administration centrale. Chez nous, les peuls, quand on veut s'en aller, on prend une poignée de sable dans la main, on le laisse s'écouler pour voir d'où souffle le vent, et on part vers où s'envole le sable. Avec Internet, c'est un peu la même chose. ».
Oumou Sy est la première lauréate du prix RFI Net Afrique, qui lui est décerné le 26 janvier 2001 et remis au Cameroun le 13 février de la même année, à l'occasion du Salon Yaoundé NetCom. Cette récompense salue son engagement dans la lutte contre la fracture numérique sur le continent africain : « C'est une nouvelle forme de colonialisme. Maintenant cela passe par les nouvelles technologies. », dit-elle.

### Traversée du désert
Également directrice d'une agence de mannequins, elle est accusée de complicité de proxénétisme en 2001, dans le cadre des festivités du 32e anniversaire de la Révolution organisées à Tripoli. Devant cet incident, qui met quelque temps en péril les relations diplomatiques entre le Sénégal et la Libye, un comité de soutien international est créé, réunissant des personnalités telles que les chanteurs France Gall, Youssou N'Dour, Baba Maal, le plasticien Ousmane Sow ou les cinéastes Laurence Attali et Cheick Oumar Sissoko. Incarcérée 33 jours, puis mise en liberté provisoire pendant près de 11 mois, la créatrice obtient finalement un non-lieu le 28 août 2002. Outre l’humiliation subie, la styliste doit aussi faire face aux difficultés financières occasionnées par ces démêlés avec la justice.

### Reconnaissance internationale
Cependant ces épreuves n'ont pas terni son renom.
Dès 1998, Oumou Sy remporte le Premier prix de la Fondation Prince Claus.
En 2000, elle est nommée ambassadrice de la mode africaine à l'Exposition universelle de Hanovre.
En 2003, la Semaine de la Mode de Rome (AltaModa) la gratifie d'un Prix Spécial de la Ville de Rome.
Le 26 mai 2006, Oumou Sy reçoit les insignes de Chevalier de l’Ordre National de la Légion d’honneur à la résidence de l’ambassadeur de France au Sénégal, André Parant.

## Vie personnelle
La styliste était mariée au producteur de cinéma français Michel Mavros, cofondateur de Metissacana et impliqué dans la plupart de ses projets depuis dix ans, brutalement décédé le 9 octobre 2006. Ce couple engagé s'était rencontré en Guinée-Bissau sur le tournage de Po di sangui de Flora Gomes.
Oumou Sy est mère de cinq enfants. L'un de ses fils, Hamadou Makhtar Depina (né en 1981) est également styliste.
Elle est également la tante du vidéaste Pape San et du rappeur Zuukou Mayzie,.